# Purdue University
Purdue University er et amerikansk universitet beliggende i West Lafayette i Indiana. Universitetet blev etableret den 6. maj 1869, og havde bl.a. Neil Armstrong, der senere blev den første mand på Månen, studerende på det.
| Skole | Spire Denne artikel om en skole, en uddannelsesinstitution eller uddannelse er en spire som bør udbygges. Du er velkommen til at hjælpe Wikipedia ved at udvide den. |

40°25′30″N 86°55′23″V / 40.425°N 86.9231°V